# Im Jae-hyuk
Im Jae-hyuk (kor. 임재혁; ur. 6 maja 1994 w Cheongju) – południowokoreański aktor.

## Życiorys
Im Jae-hyuk służył do 2013 w Korpusie Piechoty Morskiej Korei Południowej, po tym jak nie zdał egzaminów wstępnych na studia. W 2016 roku ukończył Koreański Narodowy Uniwersytet Sztuk Pięknych.

## Kariera
Im Jae-hyuk pracując jako aktor podejmował się trzech dodatkowych prac na pół etatu, aby się utrzymać. Jego pierwszą rolą była nieujawniona rola w serialu dramatycznym stacji SBS pt. Alice z 2020 roku. W 2022 roku wystąpił w serialu All of Us Are Dead, w którym wcielił się w rolę Yang Dae-su. Dla potrzeby serialu przytył 32 kilogramy, a po zakończeniu zdjęć schudł 25 kilogramów.
Pomimo kariery aktorskiej, Im Jae-hyuk nadal pracował w kilku miejscach na pół etatu, aby opłacić czynsz i koszty utrzymania. Aktor utrzymywał to również w tajemnicy przed swoją rodziną, a matka Im Jae-hyuna dowiedziała się o trudnościach finansowych syna z artykułów z gazet.

## Filmografia

### Filmy
- 2019: Je-bi jako młody Jeong-bae[6]

### Seriale
- 2020: Alice[2]
- 2022:
  - Summer Strike jako Dae-ho[6]
  - All of Us Are Dead jako Yang Dae-su[3]
- 2023:
  - Codzienna dawka słońca jako Kong Chaeol-woo[7]
  - Between Him and Her jako Och Min-hyuk[8]
- 2025: Manyeo jako Kim Joong-heyok[9]

## Nagrody i nominacje
Im Jae-hyuk wygrał w 2022 roku Asia Artist Awards w kategorii "Icon Award – Actor" za rolę w serialu All of Us Are Dead.